# I3C
I3C (MIPI I3C, també conegut com a SenseWire) és un bus estàndard de comunicació sèrie desenvolupat per empreses del sector electrònic amb el suport de l'organització Mobile Industry Processor Interface Alliance (MIPI Alliance). El bus I3C és una evolució del bus I2C, que és un estàndard molt emprat en la comunicació sèrie a baixa velocitat de perifèrics i sensors en sistemes d'ordinadors. Grans empreses han recolzat aquest bus per a dispositius de l'anomenat Internet de les coses (IoT).

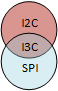
Fig. 1 Relació entre els busos SPI, I2C i I3C

Propietats més importants: capa física (és la mateixa que I2C amb 2 línies SDA i SCL però no cal connectar les resistències de polarització), gran millora de velocitat de transmissió 12.5 Mbit/s (SDR, standard), 25 Mbit/s (DDR), 33 Mbit/s (ternary). Poden haver-hi més d'un master en el bus I3C.